# ماورو كونتورو
ماورو كونتورو (بالإسبانية: Mauro Cantoro) (1 سبتمبر 1976 براموس ميخيا في الأرجنتين - ) هو لاعب كرة قدم أرجنتيني في مركز الهجوم. شارك مع منتخب الأرجنتين تحت 17 سنة لكرة القدم ومنتخب الأرجنتين تحت 20 سنة لكرة القدم. أما مع النوادي، فقد لعب مع أتليتيكو رافائيلا والجامعي دي بيرو وفيسوا كراكوف وفيليز سارسفيلد ونادي أسكولي وديبورتيفو مورون ‏ وJuventud Antoniana ‏ وAtlético Minero ‏ وClub Deportivo Pacífico FC ‏ وLeón de Huánuco ‏ وUnión Comercio ‏ وOdra Wodzisław Śląski ‏ ونادي بلومينغ.

## وصلات خارجية
- ماورو كونتورو على موقع الاتحاد الدولي (مؤرشف)  (الإنجليزية)
- ماورو كونتورو على موقع قاعدة بيانات كرة القدم.إي يو (الإنجليزية)
- ماورو كونتورو على موقع Soccerway.com (الإنجليزية)